# Germaine Desgranges
Germaine Ange Marie Desgranges (París, 13 de noviembre de 1892 - 16 de marzo de 1974), fue una pintora y escultora francesa, hija del pintor Félix Desgranges.

## Datos biográficos
Alumna de Antoine Bourdelle, Germaine Desgranges frecuentó el taller de su maestro y colaboró en la decoración de la recepción del  Teatro de los Campos-Élysées en París.
Se casó en 1913 Daniel Blavier, comisario de marina, muerto ante el enemigo durante la Primera Guerra Mundial en 1916. En 1921, ella se casó en segundas nupcias con el escultor Philippe Besnard.
Estuvo muy ligada con los pintores René-Xavier Prinet y Bessie Davidson.
Después de la muerte de su segundo marido, realizó con la Universidad de Ottawa la edición de las memorias de Besnard, Souvenances.

## Obra
Pintura
- Paisaje (1918)
- Paisaje a los tejados rojos
- La casa Desgranges a los Alcaldes de Avaux
- Puerta abierta sobre el jardín, guash

Escultura
- Claude Besnard niño, máscara en barro
- Marc Tutaj niño, máscara en barro
- Retrato de Marc Tutaj, nieto del artista
- La portadora de frutas[3]

## Homenajes
Germaine Desgranges sirvió de modelo a varios artistas : Félix Desgranges, su padre, Philippe Besnard, su esposo, Albert Besnard, su suegro, a sus amigos René-Xavier Prinet, Bessie Davidson y a Jeanne Simon nacida Dauchez...
- Félix Desgranges, Germaine Desgranges alargada sobre un canapé
- Albert Besnard, Germaine Besnard y su hija Anne, 1930
- Philippe Besnard, Buste de Germaine Desgranges, 1929[4]